# Dryas grandiformis
Dryas grandiformis är en rosväxtart som beskrevs av B.A. Jurtzev. Dryas grandiformis ingår i Fjällsippssläktet som ingår i familjen rosväxter. Inga underarter finns listade i Catalogue of Life.